# Bandera del Reino de Benín
La «bandera del Reino de Benín» es una bandera africana-occidental de origen incierto que se llevó a Gran Bretaña después de la expedición punitiva de 1897 contra el Reino de Benín. 
En la actualidad existe debate sobre el origen de la bandera, principalmente sobre qué pueblo la elaboró.

## Historia
Dean Nicholas de History Today argumenta que «poco se conoce sobre el origen o significado de la bandera, e incluso si perteneció o la usó el Reino de Benín, aunque se cree que es de origen itsekiri». De acuerdo a Royal Museums Greenwich, el oficial de la Marina Real Británica Francis William Kennedy llevó la bandera a Gran Bretaña después de la expedición punitiva contra el Reino de Benín en 1897.

La bandera original del Museo Marítimo Nacional

La bandera se encuentra en el Museo Marítimo Nacional de Greenwich, Londres, donde, a 2023, no se encuentra en exhibición. Su descripción en el museo indica que es «probablemente itsekiri» y que «el pueblo itsekiri actuó como intermediario entre el pueblo edo al interior de Benín y los europeos en la costa».
Desde al menos 2009 la bandera atrajo atención por su inusual y altamente distintivo diseño gráfico.